# Bulbophyllum arcuatilabium
Bulbophyllum arcuatilabium là một loài phong lan thuộc chi Bulbophyllum. Đây là loài đặc hữu của Việt Nam, tìm thấy ở tỉnh Thanh Hóa.